# دهستان میرشمس‌الدین
دهستان میر شمس الدین، دهستانی است از توابع بخش مرکزی شهرستان تنکابن در استان مازندران کشور ایران.

## جمعیت
بر اساس سرشماری مرکز آمار ایران در سال ۱۳۹۵ جمعیت آن ۸٫۷۳۶ نفر (۲۸۴۹ خانوار) بوده‌است.

## آبادی‌ها
- ولی آباد
- حاجی‌آباد
- میر شمس الدین
- اسلام‌آباد
- باغ نظر
- امین آباد
- آبکوله سر کوچک
- شیرج محله کوچک